# Élections législatives belges de 1904
Les élections législatives belges de 1904 ont eu lieu le 27 mai.

## Résultats
|       |                     |                           |                           |                           |       |        |        |
| Parti | Parti               | Chambre des représentants | Chambre des représentants | Chambre des représentants | Sénat | Sénat  | Sénat  |
| Parti | Parti               | Voix                      | %                         | Sièges                    | Voix  | %      | Sièges |
|       | Parti catholique    | 486 643                   | 43,5                      | 38                        |       | 55,54  |        |
|       | Parti ouvrier belge | 297 847                   | 26,6                      | 19                        |       | 4,08   |        |
|       | Parti libéral       | 283 411                   | 25,4                      | 22                        |       | 38,21  |        |
|       | Autres              | 52 223                    | 4,7                       | 2                         |       | 2,17 % |        |
|       | Blancs et nuls      | 25 463                    |                           |                           |       |        |        |
| Total | Total               | 1 143 403                 | 100                       | 81                        |       |        |        |